# (12031) Kobaton
(12031) Kobaton est un astéroïde de la ceinture principale.

## Description
(12031) Kobaton est un astéroïde de la ceinture principale. Il fut découvert le 30 janvier 1997 à Chichibu par Naoto Satō. Il présente une orbite caractérisée par un demi-grand axe de 2,34 UA, une excentricité de 0,15 et une inclinaison de 9,9° par rapport à l'écliptique.

## Compléments